# Карл-Маркс-аллее
Карл-Маркс-аллее (нем. Karl-Marx-Allee — аллея Карла Маркса) — улица в берлинских районах Митте и Фридрихсхайн. Карл-Маркс-аллее известна монументальными жилыми зданиями в стиле социалистического классицизма, построенными в 1950-х годах.
Сначала аллея носила название «Большая Франкфуртская улица» (нем. Große Frankfurter Straße), но 21 декабря 1949 года по случаю 70-летия И. В. Сталина была переименована в аллею Сталина — Шталин-аллее (нем. Stalinallee), а с 13 ноября 1961 года после развенчания   культа личности Сталина носит имя знаменитого немецкого экономиста. Карл-Маркс-аллее начинается от Александерплац и идёт через площади Штраусбергер-плац до Франкфуртер-Тор, где затем переходит во Франкфуртер-аллее (нем. Frankfurter Allee — Франкфуртская аллея). Карл-Маркс-аллее входит в федеральную дорогу 1 (нем. Bundesstraße 1), которая на пути из Магдебурга пересекает Берлин в направлении Кюстрин-Киц, а также в федеральную дорогу 5, которая соединяет Франкфурт-на-Одере с Гамбургом. Под Карл-Маркс-аллее проложена линия U-Bahn 5, соединяющая Александерплац с Хёновом. Жилые дома на Карл-Маркс-аллее строились как «дворцы для рабочих» и были призваны отражать мощь инженерной мысли в ГДР.

## Положение на карте города
Карл-Маркс-аллее вместе с Франкфуртер-аллее составляет одну из восьми радиальных дорог германской столицы, начинающихся в историческом центре города, от Хаккешер-Маркт и Александерплац. По часовой стрелке это:
- Ораниенбургер-штрассе (нем. Oranienburger Straße)/Шоссештрассе (нем. Chausseestraße)
- Розенталер-штрассе (нем. Rosenthaler Straße)/Брунненштрассе (нем. Brunnenstraße)
- Шёнхаузер-аллее
- Пренцлауэр-аллее (нем. Prenzlauer Allee)
- Отто-Браун-штрассе (нем. Otto-Braun-Straße)/Грайфсвальдер штрассе (нем. Greifswalder Straße)
- Ландсбергер-аллее (нем. Landsberger Allee)
- Карл-Маркс-аллее (нем. Karl-Marx-Allee)/Франкфуртер аллее (нем. Frankfurter Allee)
- Хольцмарктштрассе (нем. Holzmarktstraße)/Мюленштрассе (нем. Mühlenstraße)/Штралауэр аллее (нем. Stralauer Allee)

## История

### 17 июня 1953 года
Улица оказалась в центре протестов 17 июня 1953 года, известных как Берлинский кризис 1953 года. Рабочие на строительстве тогда ещё Шталиналлее начали 16 июня забастовку в связи с принятым Центральным комитетом СЕПГ общим повышением норм труда. Демонстрации распространились по всему Берлину и были подхвачены по всей ГДР.

### Первый этап: дома с крытыми галереями
После Второй мировой войны архитектор Ганс Шарун подготовил проект восстановления Берлина, так называемый «коллективный план», предусматривавший новое жёсткое деление и децентрализацию города, при этом со свободной застройкой и обилием зелени между отдельными жилыми комплексами. Начало реализации этого плана было намечено в сильно пострадавшем округе Фридрихсхайн в советском секторе оккупации Берлина. В 1949 году было построено два дома с крытыми галереями, отвечавших представлениям Шаруна (дома 102—104 и 126—128).
После этого коллективный план был отменён, а идеи, положенные в его основу, были названы формалистскими, элитарными и прозападно-декадентскими. Дома с галереями оказались изолированными и чуждыми объектами в ином градостроительном и архитектурном окружении. Образцом в образованной в 1949 году ГДР стала монументальная советская архитектура, а перед домами с галереями были высажены закрывшие их вскоре от взглядов тополя.

### Второй этап: социалистический реализм и национальная архитектурная традиция
- Купол башни на площади Франкфуртер-Тор
- Фасад жилого дома
- Фасад жилого дома
- Деталь фасада
- Шталиналлее, 1950
- Шталиналлее, 1959
- Серия почтовых марок «Пятилетний план». 1953. Семья перед высотным зданием Ан-дер-Вебервизе
- Берлин, Шталиналлее

В ознакомительных целях специальная делегация из ГДР побывала в Москве, Киеве, Сталинграде и Ленинграде. Первый приз в конкурсе 1951 года на проект застройки Карл-Маркс-аллее получил Эгон Хартман. Конечный вариант проекта был разработан с участием четырёх других победителей конкурса: Рихарда Паулика, Ханса Хоппа, Карла Зоурадны и Курта Лойхта, а также московского архитектора А. В. Власова и вице-президента Академии архитектуры СССР С. И. Чернышёва. Стилистически застройка Карл-Маркс-аллее оказалась близка главному зданию Московского университета и Дворца культуры и науки в Варшаве. Уже в 1952 году в непосредственной близости от Карл-Маркс-аллее появилось высотное здание Ан-дер-Вебервизе по проекту Германа Гензельмана, оставившее свой отпечаток в архитектуре улицы.
Монументальная широкая улица задумывалась не просто как транспортная магистраль города, а должна была соответствовать столичному статусу Берлина. По Карл-Маркс-аллее проводились марши и парады. Роскошный бульвар, окружённый большими жилыми кварталами, достигающими в высоту 13 этажей, вытянулся в прямую линию на несколько километров. Фасады домов выполнены с использованием стилистических элементов берлинского классицизма, кое-где можно обнаружить античные цитаты, как например дорический или ионический ордеры, декоративные фронтоны с архитравами и фризами. Это строительство резко отличалось от того, что происходило в это же время в Западном Берлине, где восстанавливался также сильно разрушенный квартал Ганзафиртель. Соперничество архитектурных проектов превратилось в соперничество политических систем. И Шталиналлее, и Ганзафиртель, появившиеся в одно время, стали лицами двух общественных систем.
К западу от Штраусбергер-плац бульвар ограничивают 13-этажные высотные дома Германа Гензельмана, похожие на городские ворота и напоминающие о стиле американской архитектуры ар-деко 1930-х годов. На востоке Карл-Маркс-аллее ограничивает площадь Франкфуртер-Тор с двумя башнями, которые Гензельман создал по образцу башен Немецкого и Французского соборов Гонтарда на Жандарменмаркт.

### Третий этап: модернизм 1959—1965 годов
Единый стиль застройки не удалось сохранить на всём протяжении Карл-Маркс-аллее до Александерплац. Причиной стала высокая стоимость строительства представительных «дворцов для рабочих» и наступившая смена архитектурных стилей. Поэтому на участке от Штраусбергер-плац до Александерплац появились простые десятиэтажные панельные здания с большими зелёными дворами. На этом участке также обычно возводились трибуны для руководства страны к ежегодным демонстрациям. Наиболее яркие строения — кафе «Москва», кафе-мороженое «Мокка-Мильх-Айсбар» и кинотеатр «Интернациональ» (построен в 1961—1963 годах), за которым находится 13-этажное здание гостиницы «Беролина» (1961—1964, позднее «Интерхотель»). Строительство второго участка Карл-Маркс-аллее до реконструированной к тому времени площади Александерплац, было завершено в 1965 году.

## После объединения
После объединения Германии в 1990 году жилые здания на Карл-Маркс-аллее были проданы нескольким инвесторам, в них были проведены дорогостоящие работы по реконструкции. Сегодня квартиры в этих домах пользуются большой популярностью. С 1990 года не прекращаются дискуссии по вопросу возвращения улице её прежнего исторического названия Гроссе-Франкфуртер-штрассе.
Здание гостиницы «Беролина» было снесено весной 1996 года, а на его месте было возведено новое, где со 2 марта 1998 года размещается администрация округа Митте.